# Turonet de la Bastida
El Turonet de la Bastida (també conegut com a Pla dels Capellans) és una muntanya de 708 metres que es troba entre els municipis de Bassella, a la comarca de l'Alt Urgell i de la Baronia de Rialb, a la comarca catalana de la Noguera. El nom de la Bastida fa referència a un mas proper del mateix nom.